# Kováts Lajos (tanár)
Kováts Lajos (Polgárdi, 1870. május 15. – Budapest, 1921. július 19.) református vallástanár.

## Életpályája
Kováts Mihály székesfehérvári városi hivatalnok és Takács Lidia fia. Tanult a Pápai Református Kollégiumban és a székesfehérvári római katolikus gimnáziumban. A teológiát a budapesti református teológiai akadémián 1887–1891 között hallgatta; ugyanott nyert 1894-ben lelkészi oklevelet, miután előbb három és fél évig nevelősködött herceg Odescalchi Artúrnál. 1896-tól 1898-ig a budapesti egyetemen bölcselethallgató volt. 1895-től a budapesti református egyház egyik vallástanára. 1898-ban mint magyarországi református ifjúsági egyesületek egyik küldötte részt vett a keresztyén ifjúsági egyesületek bázeli világkongresszusán.
Cikkei a Protestáns Egyházi és Iskolai Lapban (1895. Belmissiói intézmények a franczia protestánsoknál, Lord Shaftesbury élete, A franczia protestáns bibliatársaságok, 1896. Spanyol ref. lelkész Budapesten, Jézus Krisztus Istennek egyszülött fia), a Kis Tükörben (1896. Wycliffe élete, Husz János élete, Luther élete, Zwingli élete, 1897. A valdensesesek története, A franczia reformáció történetéből, Az angol protestáns egyház első éveiből), a Hajnalban (1897. Az ausztráliai missió).
Szerkesztette az Örömhir c. keresztény havi lapot 1896-tól Budapesten.

## Munkája
- Watlon, Angyalka karáncsonya, Elbeszélés, angolból ford. Bpest, 1896.